# أندريه جيروتو
أندريه جوتو (بالبرتغالية: Andrei Girotto‏) (17 فبراير 1992 في بينتو غونسالفيس، ريو غراندي دو سول في البرازيل – )؛ هو لاعب كرة قدم كان يلعب كلاعب وسط.

## وصلات خارجية
- أندريه جوتو على موقع الاتحاد الأوربي (الإنجليزية)
- أندريه جوتو على موقع رابطة كرة القدم اليابانية للمحترفين (اليابانية)
- أندريه جوتو على موقع قاعدة بيانات كرة القدم.إي يو (الإنجليزية)
- أندريه جوتو على موقع ليكيب (الفرنسية)
- أندريه جوتو على موقع Soccerway.com (الإنجليزية)
- أندريه جوتو على موقع عالم كرة القدم.نت (الإنجليزية)